# Eve Myles
Eve Myles (Ystradgynlais, 26 juli 1978) is een Welsh actrice die bekend is van haar rol als Ceri in de Britse televisieserie Belonging en als voormalig politieagente Gwen Cooper in de Britse sciencefictionserie Torchwood, de spin-off van Doctor Who.

## Biografie
Eve Myles is geboren en opgegroeid in Ystradgynlais (Wales). Ze bezocht de middelbare school Ysgol Maes Y Dderwen.
Daarna studeerde ze aan het Royal Welsh College of Music & Drama in Cardiff en behaalde hier een Bachelor of Arts op het gebied van acteren. Ze verhuisde naar Londen en vervulde verschillende televisierollen. Vervolgens ging ze op het toneel acteren bij de Royal Shakespeare Company.
Na een kleine rol in de Doctor Who-aflevering “The Unquiet Dead” creëerde Doctor Who-producer en -schrijver Russel T. Davies speciaal voor haar de rol van Gwen Cooper in de serie Torchwood. Davies noemde haar “een van de best bewaarde geheimen van Wales”.
De serie Torchwood is een product van BBCWales en haar deelname aan de productie bood Myles de gelegenheid terug naar Wales te verhuizen. Doordat haar personage min of meer gekoppeld was aan de Doctor Who reeks zelf, maakte ze - als Gwen - een gastverschijning in de serie zelf in twee vervolg-afleveringen: The Stolen Earth en Journey's End.
Eve Myles leeft samen met haar partner Bradley Freegard. 10 november 2009 is hun dochter Matilda Myles Freegard geboren.

## Filmografie
- Victoria - Mrs. Jenkins (8 afleveringen, 2016)
- You, Me & Them - Lauren Grey (12 afleveringen, 2013-2015)
- Broadchurch - Claire Ripley (8 afleveringen, 2015)
- Under Milk Wood - Lily Smalls (2014)
- Frankie - Frankie Maddox (6 afleveringen, 2013)
- Baker Boys - Sarah (6 afleveringen, 2011)
- Torchwood: Web of Lies - Gwen Cooper (8 afleveringen, 2011)
- A Bit of Tom Jones? – Girlfriend (2009)
- Framed – Angharad Stannard (tv, 2009)
- Torchwood – Gwen Cooper (41 afleveringen, 4 series, 2006-2011)
- Belonging – Ceri (79 afleveringen, 2000-2009)
- Little Dorrit – Maggy (7 afleveringen, 2008)
- Merlin – Lady Helen (1 aflevering, 2008)
- Doctor Who – Gwen Cooper (2 afleveringen, 2008) & Gwyneth (1 aflevering, 2005)
- Soundproof – DC Sarah McGowan (tv, 2006)
- These Foolish Things – Dolly Nightingale (2006)
- Colditz – Jill (tv, 2005)
- Say It with Flowers – Leila Moon (2005)
- EastEnders: Dot’s Story – Young Gwen (tv, 2003)
- Tales from Pleasure Beach – Angie (1 aflevering, 2001)
- Score – Paula (tv, 2001)
- Nuts and Bolts – Carys Williams (1 aflevering, 2000)
- Hang the DJ – Tracy (tv, 1999)

 Afleveringen met interviews 
- Saturday Kitchen (1 aflevering, 2008)
- Torchwood Declassified (17 aflevering, 2006-2008)
- Loose Women (1 aflevering, 2008)
- Doctor Who Confidential (1 aflevering, 2006)
- Welcome to Torchwood (2006)

## Toneelrollen
- Henry IV Part I & II - Lady Mortimer/Doll Tearsheet (2005)
- The Taming of the Shrew – Bianca (2003)
- Titus Andronicus – Lavinia (2003)

## Prijzen
- In 2002[2] en 2003[3]: nominatie als Beste Actrice voor de BAFTA Cymru Awards voor haar rol als Ceri in het BBC Wales drama Belonging.
- In 2005 plaatste The Western Mail, een Welsh dagblad, Myles op de 7e plaats van haar jaarlijkse lijst van de 50 sexieste vrouwen van Wales.[4]
- In 2006 benoemde Wales on Sunday Myles "Bachelorette of the Year".[5]
- In 2007 won Myles de BAFTA Cymru Award voor de beste actrice (“Yr Actores Orau”) voor haar rol in Torchwood" (2006) voor de aflevering "Everything Changes".[6]